# Jacques et Jim
Jacques et Jim, venuda als Estats Units com Jack and Jim i al Regne Unit com Comical Conjuring, és un curtmetratge mut francès del 1903 dirigit per Georges Méliès. Va ser venut per la Star Film Company de Méliès i té el número 517–519 al sseus catàlegs.
Méliès interpreta el malabarista a la pel·lícula, que utilitza escamoteigs i trets per als seus efectes especials.